# Heterocypris crenata
Heterocypris crenata är en kräftdjursart som först beskrevs av Turner 1893.  Heterocypris crenata ingår i släktet Heterocypris och familjen Cyprididae. Inga underarter finns listade i Catalogue of Life.